# Димок (Јужна Дакота)
Димок (енгл. Dimock) град је у америчкој савезној држави Јужна Дакота.

## Демографија
По попису из 2010. године број становника је 125, што је 26 (-17,2%) становника мање него 2000. године.
| Група             | 2000.        | 2010.       |
| Белци             | 151 (100,0%) | 124 (99,2%) |
| Афроамериканци    | 0 (0,0%)     | 0 (0,0%)    |
| Азијати           | 0 (0,0%)     | 0 (0,0%)    |
| Хиспаноамериканци | 0 (0,0%)     | 1 (0,8%)    |
| Укупно            | 151          | 125         |